# Diphya qianica
Diphya qianica là một loài nhện trong họ Tetragnathidae.
Loài này thuộc chi Diphya. Diphya qianica được miêu tả năm 2003 bởi Zhu, Song & Zhang.